# Новоивановский (Северский район)
Новоивановский — хутор в Северском районе Краснодарского края Российской Федерации. Входит в состав Львовского сельского поселения. По данным переписи 2010 года, на хуторе проживает 210 человек (102 мужчины и 108 женщин).

## История
Хутор первоначально назывался как участок генерал-майора Крюкова, а затем был куплен купцами Тарабановыми. С тех пор он стал называться хутор Тарабанов. Н.В. Кияшко считает, что на территории хутора располагался скит одного из кавказских или других близлежащих монастырей. В 1903 году на хуторе был построен храм в честь Казанской иконы Божией Матери, пожертвованный вместе с земельным участком в 10 десятин Захарием Тарабановым Успенско-Драмандскому монастырю Сухумской епархии. В Справочнике по Ставропольской епархии за 1911 г. приводятся статистические сведения о хуторе Тарабанова, из которых можно узнать, что населения было 5445 душ, 8015 домов и 1165 дворов. На хуторе функционировала школа грамоты. 
31 апреля 1920 года на общем собрании жителей станицы Ильской помимо организации выборов в ревком  были национализированы согласно законодательству частновладельческие земли, в том числе и владения братьев Тарабановых Я.З. и Е.З. (104 дес.) и Е.Е. Тарабанова (309 дес.). Большинство конфискованной земли не было засеяно. В 1920 году Ильский исполком постановил передать эту землю до осени 1921 года для использования Львовской волости. Бывшие арендаторы – бедняки потомственных участков станицы Ильской и х. Ново-ивановского (бывш. х. Тарабанова) как иногородние и казаки, изъявили желание поселиться на хуторе, назвав его Красным. 79 семей станицы Ильской и 45 семей х. Ново-ивановского переселились на х. Красный, которому было отведено 1500 десятин земли. На х. Красном была школа, в которой обучалось 60 учеников.
С окончательным установлением советской власти подворье не перестало существовать. Даже в 1920-х гг. благочестивые богомольцы продолжали приезжать на подворье на молебны и отчитали, совершаемые иеромонахом Германом.

## География
Хутор Новоивановский расположен примерно в 36 км к западу от центра Краснодара. В 11 км южнее хутора находится железнодорожная станция Ильская линии «Краснодар—Крымск». В 12 км южнее хутора проходит автодорога А146 Краснодар — Новороссийск. Хутор Новоивановский находится на берегу Крюковского водохранилища где в него впадает река Иль. Ближайший населённый пункт — хутор Красный.

### Улицы
- пер. Степной,
- ул. Горького,
- ул. Кирпичная,
- ул. Коссовича,
- ул. Макаренко,
- ул. Победы,
- ул. Садовая,
- ул. Степная,
- ул. Широкова.

## Население
| 2002 | 2010 |
| ---- | ---- |
| 216  | ↘210 |

1. ↑  Всероссийская перепись населения 2002 года. Численность населения субъектов Российской Федерации, районов, городских поселений, сельских н
2. ↑  Всероссийская перепись населения 2010 года. Том 1, таблица 4. Численность городского и сельского населения по полу по Краснодарскому краю